# Тур, Леонид Давидович
Леонид Давидович Тур (настоящая фамилия — Тубе́льский; 1905—1961) — советский драматург и киносценарист. Лауреат Сталинской премии первой степени (1950).

## Биография
Л. Д. Тубельский родился 29 марта (11 апреля) 1905 года в местечке Таганча (ныне Каневский район, Черкасская область, Украина). Учился в Ленинградском институте восточных культур. С П. Л. Рыжеем входил в известный творческий тандем братья Тур. С 1932 года они работают в кино. Способствовали развитию жанра советской приключенческой драматургии. По их пьесе «Очная ставка» Ю. К. Олеша написал сценарий фильма «Ошибка инженера Кочина» (1939). В годы Великой Отечественной войны фронтовой корреспондент газеты «Сталинский сокол».
Л. Д. Тур умер 14 февраля 1961 года. Похоронен в Москве на Новодевичьем кладбище (участок № 5).
Жена — Дзидра Эдуардовна Тубельская (1921—2009; урождённая Кадик, по первому мужу Шиловская), автор скандальных мемуаров.
Дочь — Виктория Леонидовна Тубельская (Бишоф), прозаик.

## Сочинения
- «Бомбы и бонбоньерки» (1929, рассказы и фельетоны)[2]
  - Пьесы
- «Очная ставка» (1937)
- «Софья Ковалевская» (1943)
- «Губернатор провинции» (1947)
- «Особняк в переулке» (1949)

## Фильмография
- 1932 — Плотина
- 1944 — Поединок
- 1946 — Беспокойное хозяйство
- 1949 — Встреча на Эльбе
- 1954 — Испытание верности
- 1956 — Софья Ковалевская (по собственной пьесе)
- 1959 — Золотой эшелон

## Награды и премии

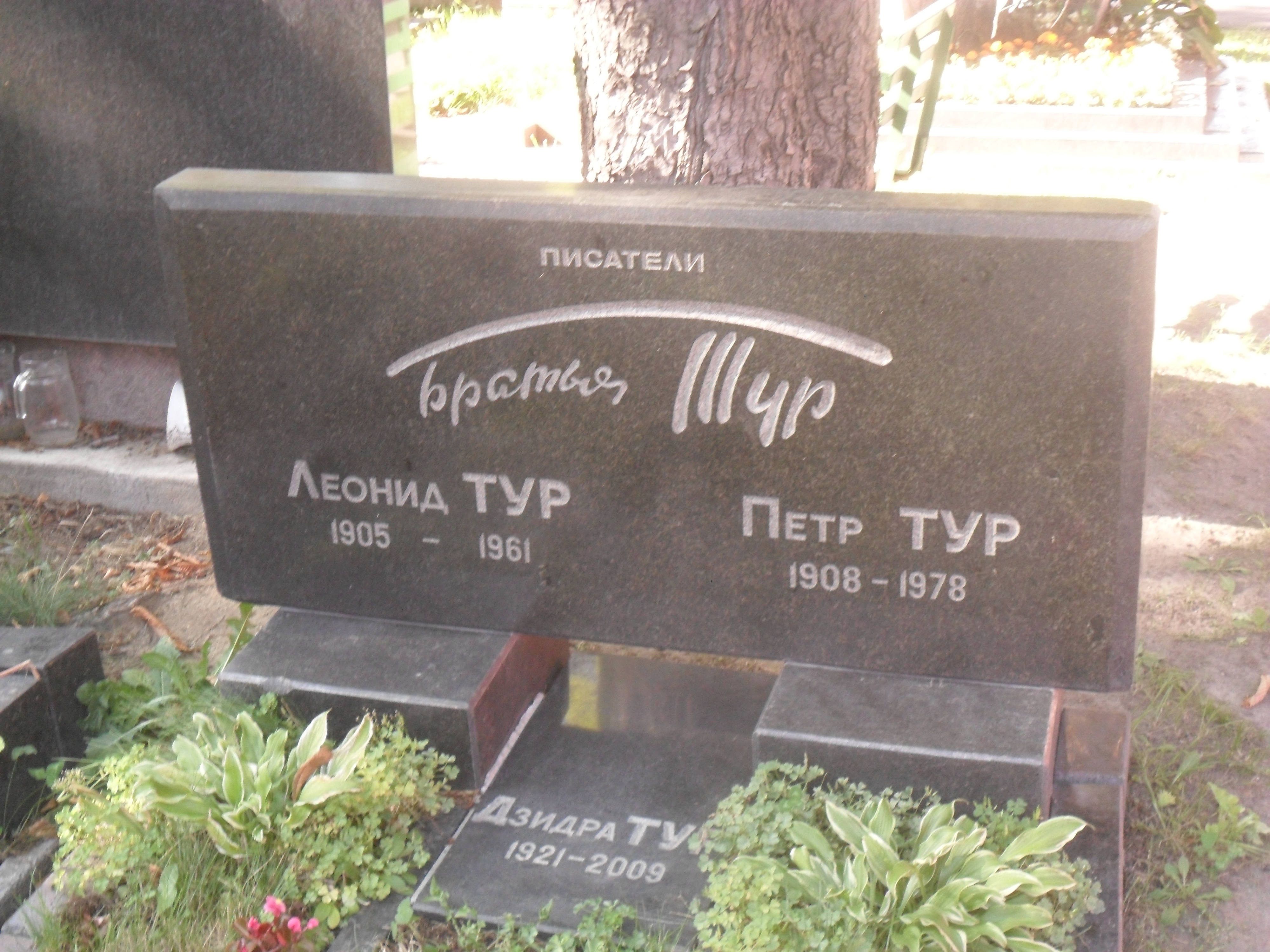
Могила братьев Тур на Новодевичьем кладбище Москвы.

- Сталинская премия первой степени (1950) — за участие в написании сценария фильма «Встреча на Эльбе» (1949)
- орден Отечественной войны II степени (26.2.1945)
- орден Красной Звезды (30.4.1943)